# Dorothy Malone
Dorothy Eloise Maloney, más conocida por Dorothy Malone (Chicago, Illinois; 29 de enero de 1924-Dallas, Texas; 19 de enero de 2018) fue una actriz estadounidense que fue premiada con un Óscar a la mejor intérprete de reparto por la película Escrito sobre el viento (1956).

## Biografía
Siendo Dorothy muy niña, su familia se trasladó a Dallas (Texas). Allí comenzó a trabajar como modelo desde muy pequeña, y actuó en la escuela Ursuline Convent y luego en la University Highland Park School.
En una de esas actuaciones la vio un agente de la empresa RKO que observó el talento de la joven Dorothy y la invitó a firmar un contrato para realizar un film en los estudios de dicha compañía. Fue entonces cuando realizó un pequeño papel en su primera película en 1943: The Falcon and the Co-Eds. También trabajó en Higher & Higher, film musical que tenía como protagonistas principales a Frank Sinatra, Michèle Morgan y Jack Haley. Posteriormente y a la edad de 20 años firmó un importante contrato con Warner Bros.
En los comienzos de su carrera, Malone representó muchos papeles que tenían que ver con películas de un nivel no tan artístico, siendo estas wésterns, considerados como films de serie B; ello a pesar de que Dorothy había tenido la oportunidad de desempeñar pequeños papeles que fueron memorables, como la vendedora con gafas en una tienda de libros raros, en la película El sueño eterno dirigida por Howard Hawks (1946) y protagonizada por Humphrey Bogart o como la enamorada de Dean Martin en la comedia musical (1955) Artistas y modelos.
En 1956, Malone se transformó en una rubia platino y revirtió su imagen de muchacha buena para coprotagonizar junto a Rock Hudson, Lauren Bacall, y Robert Stack, todos bajo la dirección de Douglas Sirk, el melodrama Escrito sobre el viento. Su papel le significó el hacerse acreedora al premio a la mejor actriz de reparto otorgado por la Academia de Hollywood.
Consecuentemente, le ofrecieron otros papeles, incluyendo Too Much, Too Soon con Errol Flynn, donde interpretó a Diana Barrymore —su autobiografía—; El hombre de las mil caras —con James Cagney—; y Warlock (El hombre de las pistolas de oro) —con Henry Fonda y Richard Widmark. Otros trabajos adicionales en la pantalla fueron Ángeles sin brillo donde fue coprotagonista junto a Rock Hudson y Robert Stack; El último viaje con Robert Stack; Joven de corazón (Young at Heart) con Doris Day y Frank Sinatra y El último atardecer con Rock Hudson.
Malone se convirtió en una figura muy conocida al aceptar el papel principal en Peyton Place, serie para televisión de la compañía de difusión americana ABC, desde 1964 a 1968 —conocida en el mundo hispanohablante como La caldera del diablo—, como también al desempeñar un destacado papel en la serie de televisión Rich Man, Poor Man (Hombre rico, hombre pobre).
Un aspecto notable de sus dotes interpretativas lo puso de manifiesto en la pantalla grande al interpretar a la madre condenada por asesinar a su familia en Instinto básico (1992) junto a Michael Douglas y Sharon Stone.
Malone estuvo casada y divorciada tres veces y tuvo dos hijas, Mimi y Diane, de su primera unión con el productor Jacques Bergerac (1959-1964). Sus siguientes matrimonios fueron con Robert Tomarkin (1969-1969) y Charles Huston Bell (1971-1974). Su estrella en el paseo de la fama de Hollywood está situada en el número 1718.
Falleció de causas naturales, el 19 de enero de 2018, a la edad de 93 años.

## Filmografía
- Noche y día (1946)
- The Big Sleep (1946)
- Juntos hasta la muerte (1949)
- Private Hell 36 (1954)
- La casa 322 (1954)
- Artistas y modelos (1955)
- Más allá de las lágrimas (1955)
- Cinco pistolas (1955)
- Escrito sobre el viento (1956)
- Las columnas del cielo (1956)
- El hombre de las mil caras (1957)
- Ángeles sin brillo (1957)
- Too Much, Too Soon (1958)
- El hombre de las pistolas de oro (1959)
- El último viaje (1960)
- El último atardecer (1961)

## Premios y distinciones
Premios Óscar
| Año  | Categoría               | Película                | Resultado |
| ---- | ----------------------- | ----------------------- | --------- |
| 1957 | Mejor Actriz de Reparto | Escrito sobre el viento | Ganadora  |